# Долішнє Поле
Долішнє Поле́ (болг. Долно поле) — село в Хасковській області Болгарії. Входить до складу общини Стамболово.

## Населення
За даними перепису населення 2011 року у селі проживали 78 осіб, з них 76 осіб (97,4%) — турки.
Розподіл населення за віком у 2011 році:
Динаміка населення: